# Gregory Peck
Gregory Peck (născut ca Eldered Gregory; n. 5 aprilie 1916, San Diego, California, SUA – d. 12 iunie 2003, Los Angeles, California, SUA) a fost unul dintre cei mai celebri actori americani de după război. El a reprezentat etica morală a marelui ecran.

## Biografie
Părinții lui Gregory Peck au divorțat când el avea doar 6 ani, fiind nevoit să se mute la bunica lui. A lucrat ca șofer de camion înainte de a urma cursurile de la Berkeley, unde a început de altfel să joace pentru prima dată. Se mută New York, unde, deși a studiat medicina, s-a înscris și la cursuri de actorie.
În primii 5 ani ai carierei sale, a fost nominalizat de patru ori la premiile Oscar, ca cel mai bun actor, dar a câștigat mult râvnita statuetă abia în anul 1962, cu rolul Atticus Finch din filmul Să ucizi o pasăre cântătoare. Prestația sa artistică a fost onorată și cu un Glob de Aur.
În afara faptului că a fost și producător de film, nu numai actor, Peck a avut și o mare contribuție în industria filmului. A fost președinte fondator al Institutului de Film American (AFI), și președinte al Academiei de Știință și Artă a Filmului, între 1967 - 1970, fapt pentru care, mai târziu, academia i-a acordat premiul umanitar Jean Hersholt.
În 1968, președintele Lyndon Johnson, i-a înmânat Medalia Libertății, cea mai înaltă distincție civilă din America.
În 1942 s-a căsătorit cu prima sa soție, cu care a avut 3 băieți, și de care a divorțat în 1954, iar în 1955 s-a căsătorit a doua oară, cu Veronique Passani, o reporteră pariziană, cu care a avut un băiat și o fată, deveniți amândoi actori.
Peck a jucat alături de cele mai mari staruri ale Hollywood-ului. Printre aceștia, se numără Audrey Hepburn, Ava Gardner, Anthony Quinn. "A arătat simplitatea unui mare om și măreția unui om simplu", a spus despre el Audrey Hepburn, pentru care Peck a reprezentat cel mai mare actor al timpurilor noastre.
În anul 1991 a fost numit Comandor al Ordinului Artelor și Literelor.

## Filmografie selectivă

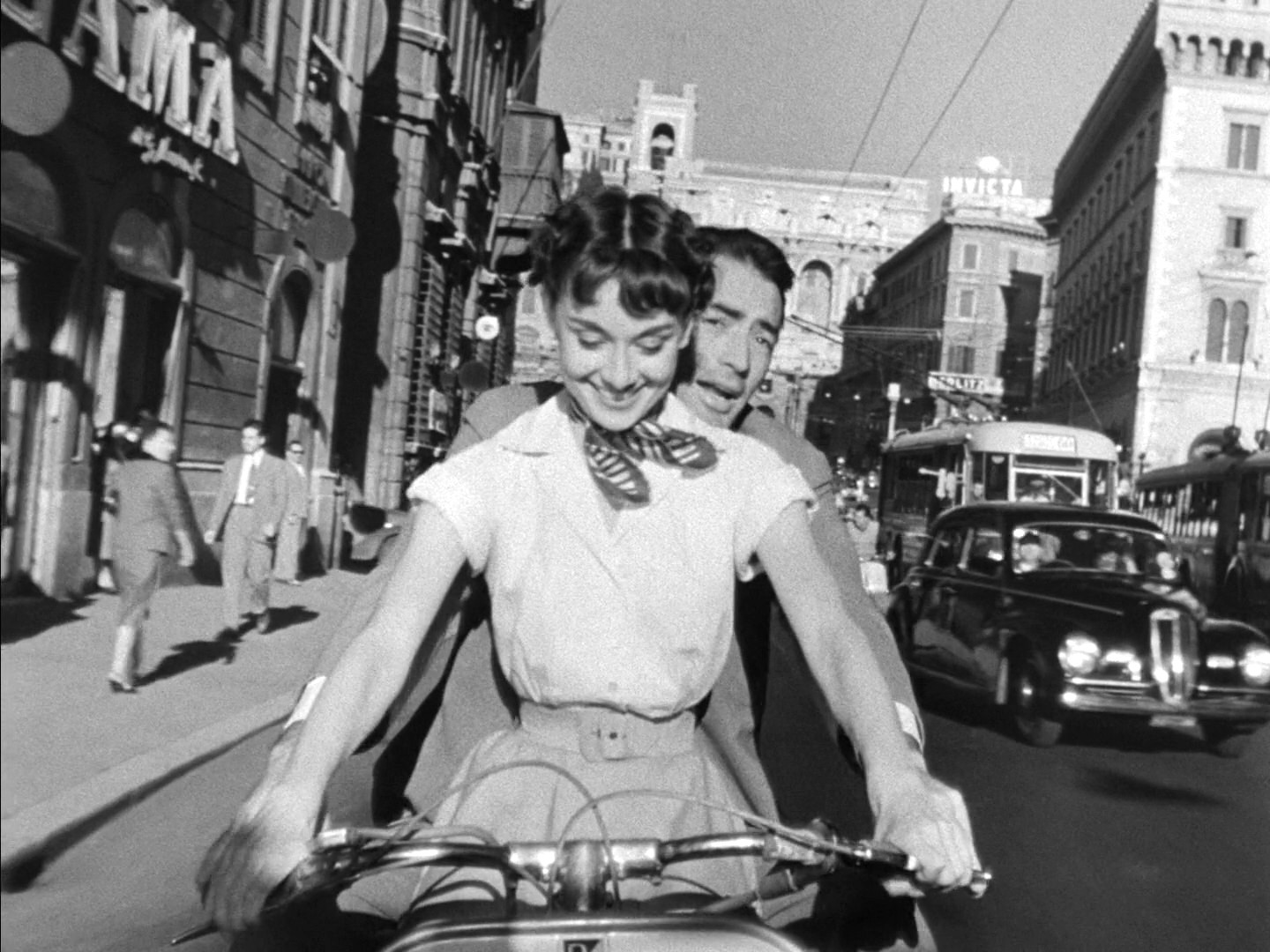
Peck și Hepburn în Roman Holiday (1953)

- 1944 Zile de glorie (Days of Glory)
- 1944 Cheile împărăției (film din 1946) (The Keys of the Kingdom)
- 1945 Fascinație (Spellbound)
- 1951 Captain Horatio Hornblower
- 1952 Zăpezile de pe Kilimanjaro (The Snows of Kilimanjaro)
- 1953 Vacanță la Roma (Roman Holiday) - Joe Bradley
- 1954 Bancnota de 1.000.000 lire sterline (The Million Pound Note) - Henry Adams
- 1956 Moby Dick (film din 1956) - Căpitanul Ahab
- 1958 Ferma din Arizona (The Big Country)
- 1959 Batălia de la Pork Chop Hill (Pork Chop Hill)
- 1959 Ultimul țărm (On the Beach)
- 1961 Tunurile din Navarone (The Guns of Navarone)
- 1962 Promontoriul groazei (Cape Fear) - avocat Sam Bowden
- 1962 Să ucizi o pasăre cântătoare  (To Kill a Mockingbird) - Atikus
- 1964 Ziua răzbunării (Behold a Pale Horse), regia Fred Zinnemann
- 1965 Etajul 27 (Mirage)
- 1969 Aurul lui Mackenna (Mackenna's Gold) - Mackenna
- 1970 Am încălcat legea (I Walk the Line) - Șeriful Tawes
- 1974 Billy indianul (Billy Two Hats)
- 1977 MacArthur
- 1978 Himera (The Boys from Brazil) - Dr. Josef Mengele
- 1979 Vestul sălbatic (The Wild West), regia Laurence Joachim
- 1993 Portretul (The Portrait)
- 1998 Moby Dick - părintele Mapple

## Premii
- Premiul Oscar - 1962
- Premiul Jean Hersholt - 1967
- Medalia Libertății - 1968
- Premiul special pentru întreaga carieră- 1988 și 1989
- Premiul de onoare al centrului Cultural Kennedy - 1991